# 阿龙·本特利
阿龙·斯图尔特·詹斯·本特利（英語：Aaron Stuart James Bentley；1995年11月8日—）是一位英格兰足球运动员，在场上的位置是後衛，出身自職業球會普利茅斯青訓系統。

## 球會生涯
本特利在由他父親打理的青年球隊學習踢球，2010年底加入普利茅斯青訓系統。2014年12月20日，他職次在職業聯賽上場，參加主場以3-0擊敗达根汉姆和雷德布里奇的英乙賽事。12月28日，他第三次職業上場對牛津联便獲得首張紅牌。
2015年2月20日，他被外借到阿尔费登镇一個月。2016年1月15日，他被普利茅斯釋出，在同年2月加入特魯羅城。2017年6月日，本特利轉投普利茅斯公园大道。
2019年2月15日，他重返特魯羅城，在3月28日又重返普利茅斯公园大道。
2020年6月1日，他與英格蘭足球南部超級聯賽球隊湯頓簽約加盟。8月26日，他轉投塔維斯托克。

## 個人生活
阿龙·本特利是另一名足球員乔丹·本特利的哥哥，同樣曾效力普利茅斯和特魯羅城。